# Callistosporium palmarum
Callistosporium palmarum é uma espécie de fungo pertencente à família Tricholomataceae, da ordem Agaricales. Esta é espécie-tipo de seu gênero e foi originalmente denominada de Gymnopus palmarum por William Alphonso Murrill em 1939. Posteriormente, a espécie foi transferida para o gênero Callistosporium por Rolf Singer em 1944.